# Parijs-Nice 2006
Parijs-Nice 2006 werd gehouden van 5 maart tot en met 12 maart in Frankrijk. Floyd Landis werd eindwinnaar, nadat hij de basis voor zijn overwinning had gelegd in de derde etappe. Tom Boonen won de meeste ritten, drie in totaal.

## Etappe-overzicht
| etappe  | datum    | start               | finish               | afstand  | winnaar            | klassementsleider |
| ------- | -------- | ------------------- | -------------------- | -------- | ------------------ | ----------------- |
| Proloog | 5 maart  | Issy-les-Moulineaux | Issy-les-Moulineaux  | 4,8 km   | Bobby Julich       | Bobby Julich      |
| 1e      | 6 maart  | Villemandeur        | Saint-Amand-Montrond | 193 km   | Tom Boonen         | Tom Boonen        |
| 2e      | 7 maart  | Cérilly             | Belleville           | 200 km   | Tom Boonen         | Tom Boonen        |
| 3e      | 8 maart  | Juliénas            | Saint-Étienne        | 170 km   | Francisco Vila     | Floyd Landis      |
| 4e      | 9 maart  | Saint-Étienne       | Rasteau              | 193 km   | Tom Boonen         | Floyd Landis      |
| 5e      | 10 maart | Avignon             | Digne-les-Bains      | 201,5 km | Joaquím Rodríguez  | Floyd Landis      |
| 6e      | 11 maart | Digne-les-Bains     | Cannes               | 179 km   | Andrej Kasjetsjkin | Floyd Landis      |
| 7e      | 12 maart | Nice                | Nice                 | 135 km   | Markus Zberg       | Floyd Landis      |

## Etappe-uitslagen

### Proloog
| rang | renner             | land                | tijd    |
| ---- | ------------------ | ------------------- | ------- |
| 1    | Bobby Julich       | Verenigde Staten    | 6'07"   |
| 2    | Andrej Kasjetsjkin | Kazachstan          | + 0'01" |
| 3    | Bradley McGee      | Australië           | + 0'02" |
| 4    | Alberto Contador   | Spanje              | + 0'03" |
| 5    | Tom Boonen         | België              | + 0'03" |
| 6    | Samuel Sánchez     | Spanje              | + 0'03" |
| 7    | Bradley Wiggins    | Verenigd Koninkrijk | + 0'05" |
| 8    | Benoît Vaugrenard  | Frankrijk           | + 0'05" |
| 9    | Gert Steegmans     | België              | + 0'07" |
| 10   | Rik Verbrugghe     | België              | + 0'07" |

### 1e etappe
| rang | renner            | land      | tijd       |
| ---- | ----------------- | --------- | ---------- |
| 1    | Tom Boonen        | België    | 4h 58' 01" |
| 2    | Allan Davis       | Australië | + 0' 00"   |
| 3    | Francisco Ventoso | Spanje    | + 0' 00"   |
| 4    | Elia Rigotto      | Italië    | + 0' 00"   |
| 5    | Danilo Napolitano | Italië    | + 0' 00"   |
| 6    | Gert Steegmans    | België    | + 0' 00"   |
| 7    | Vicente Reynés    | Spanje    | + 0' 00"   |
| 8    | Lilian Jégou      | Frankrijk | + 0' 00"   |
| 9    | Vladimir Goesev   | Rusland   | + 0' 00"   |
| 10   | Hans Dekkers      | Nederland | + 0' 00"   |

### 2e etappe
| rang | renner             | land      | tijd       |
| ---- | ------------------ | --------- | ---------- |
| 1    | Tom Boonen         | België    | 5h 20' 50" |
| 2    | Allan Davis        | Australië | + 0' 00"   |
| 3    | Danilo Napolitano  | Italië    | + 0' 00"   |
| 4    | Francisco Ventoso  | Spanje    | + 0' 00"   |
| 5    | Simone Cadamuro    | Italië    | + 0' 00"   |
| 6    | Mathew Hayman      | Australië | + 0' 00"   |
| 7    | Stefan Schumacher  | Duitsland | + 0' 00"   |
| 8    | Mauro Santambrogio | Italië    | + 0' 00"   |
| 9    | Koldo Fernández    | Spanje    | + 0' 00"   |
| 10   | Lilian Jégou       | Frankrijk | + 0' 00"   |

### 3e etappe
| rang | renner            | land             | tijd       |
| ---- | ----------------- | ---------------- | ---------- |
| 1    | Francisco Vila    | Spanje           | 4h 23' 28" |
| 2    | Floyd Landis      | Verenigde Staten | + 0' 00"   |
| 3    | Samuel Sánchez    | Spanje           | + 1' 16"   |
| 4    | Fränk Schleck     | Luxemburg        | + 1' 16"   |
| 5    | Antonio Colom     | Spanje           | + 1' 16"   |
| 6    | Stefan Schumacher | Duitsland        | + 1' 25"   |
| 7    | José Luis Rubiera | Spanje           | + 1' 25"   |
| 8    | Haimar Zubeldia   | Spanje           | + 1' 25"   |
| 9    | Luis León Sánchez | Spanje           | + 1' 25"   |
| 10   | Pietro Caucchioli | Italië           | + 1' 25"   |

### 4e etappe
| rang | renner            | land      | tijd       |
| ---- | ----------------- | --------- | ---------- |
| 1    | Tom Boonen        | België    | 4h 40' 29" |
| 2    | Allan Davis       | Australië | + 0' 00"   |
| 3    | Stefan Schumacher | Duitsland | + 0' 00"   |
| 4    | Elia Rigotto      | Italië    | + 0' 00"   |
| 5    | Gert Steegmans    | België    | + 0' 00"   |
| 6    | Sebastian Siedler | Duitsland | + 0' 00"   |
| 7    | Lilian Jégou      | Frankrijk | + 0' 00"   |
| 8    | Marcus Burghardt  | Duitsland | + 0' 00"   |
| 9    | Jérôme Pineau     | Frankrijk | + 0' 00"   |
| 10   | Mark Renshaw      | Australië | + 0' 00"   |

### 5e etappe
| rang | renner            | land             | tijd       |
| ---- | ----------------- | ---------------- | ---------- |
| 1    | Joaquím Rodríguez | Spanje           | 4h 43' 34" |
| 2    | Joost Posthuma    | Nederland        | + 0' 19"   |
| 3    | Jérôme Pineau     | Frankrijk        | + 0' 33"   |
| 4    | Matteo Carrara    | Italië           | + 0' 33"   |
| 5    | Vincenzo Nibali   | Italië           | + 0' 33"   |
| 6    | Sandy Casar       | Frankrijk        | + 0' 33"   |
| 7    | Erik Dekker       | Nederland        | + 0' 33"   |
| 8    | Fränk Schleck     | Luxemburg        | + 0' 33"   |
| 9    | Chris Horner      | Verenigde Staten | + 0' 33"   |
| 10   | Cyril Dessel      | Frankrijk        | + 0' 33"   |

### 6e etappe
| rang | renner              | land       | tijd       |
| ---- | ------------------- | ---------- | ---------- |
| 1    | Andrej Kasjetsjkin  | Kazachstan | 4h 12' 08" |
| 2    | Sylvain Chavanel    | Frankrijk  | + 1' 06"   |
| 3    | Sandy Casar         | Frankrijk  | + 1' 11"   |
| 4    | Thomas Voeckler     | Frankrijk  | + 1' 11"   |
| 5    | David Moncoutié     | Frankrijk  | + 1' 11"   |
| 6    | Jurgen Van De Walle | België     | + 1' 11"   |
| 7    | Evgeni Petrov       | Rusland    | + 1' 11"   |
| 8    | Matteo Carrara      | Italië     | + 1' 33"   |
| 9    | Tomas Vaitkus       | Litouwen   | + 1' 33"   |
| 10   | Fränk Schleck       | Luxemburg  | + 1' 33"   |

### 7e etappe
| rang | renner            | land        | tijd       |
| ---- | ----------------- | ----------- | ---------- |
| 1    | Markus Zberg      | Zwitserland | 3h 29' 38" |
| 2    | Evgeni Petrov     | Rusland     | + 0' 00"   |
| 3    | Alberto Contador  | Spanje      | + 0' 00"   |
| 4    | Antonio Colom     | Spanje      | + 0' 00"   |
| 5    | Joaquím Rodríguez | Spanje      | + 0' 16"   |
| 6    | Sandy Casar       | Frankrijk   | + 0' 18"   |
| 7    | Erik Dekker       | Nederland   | + 0' 18"   |
| 8    | Matteo Carrara    | Italië      | + 0' 18"   |
| 9    | Linus Gerdemann   | Duitsland   | + 0' 18"   |
| 10   | Cyril Dessel      | Frankrijk   | + 0' 18"   |

## Eindklassementen
| Algemeen klassement |                   |                                |           |
| Plaats              | Naam              | Ploeg                          | Tijd      |
| Gele trui           | Floyd Landis      | Team CSC                       | 31u54'41" |
| 2                   | Francisco Vila    | Lampre-Fondital                | + 00' 09" |
| 3                   | Antonio Colom     | Caisse d'Epargne-Illes Balears | + 01' 05" |
| 4                   | Samuel Sánchez    | Euskaltel-Euskadi              | + 01' 13" |
| 5                   | Fränk Schleck     | Team CSC                       | + 01' 22" |
| 6                   | José Azevedo      | Discovery Channel              | + 01' 35" |
| 7                   | Erik Dekker       | Rabobank                       | + 01' 38" |
| 8                   | Pietro Caucchioli | Crédit Agricole                | + 01' 39" |
| 9                   | José Luis Rubiera | Discovery Channel              | + 01' 40" |
| 10                  | Chris Horner      | Davitamon-Lotto                | + 01' 43" |

1933 · 1934 · 1935 · 1936 · 1937 · 1938 · 1939 · 1940-1945 · 1946 · 1947-1950 · 1951 · 1952 · 1953 · 1954 · 1955 · 1956 · 1957 · 1958 · 1959 · 1960 · 1961 · 1962 · 1963 · 1964 · 1965 · 1966 · 1967 · 1968 · 1969 · 1970 · 1971 · 1972 · 1973 · 1974 · 1975 · 1976 · 1977 · 1978 · 1979 · 1980 · 1981 · 1982 · 1983 · 1984 · 1985 · 1986 · 1987 · 1988 · 1989 · 1990 · 1991 · 1992 · 1993 · 1994 · 1995 · 1996 · 1997 · 1998 · 1999 · 2000 · 2001 · 2002 · 2003 · 2004 · 2005 · 2006 · 2007 · 2008 · 2009 · 2010 · 2011 · 2012 · 2013 · 2014 · 2015 · 2016 · 2017 · 2018 · 2019 · 2020 · 2021 · 2022 · 2023 · 2024 · 2025
 Parijs-Nice · 
 Tirreno-Adriatico · 
 Milaan-San Remo · 
 Ronde van Vlaanderen · 
 Gent-Wevelgem · 
 Ronde van het Baskenland · 
 Parijs-Roubaix · 
 Amstel Gold Race · 
 Waalse Pijl · 
 Luik-Bastenaken-Luik · 
 Ronde van Romandië · 
 Ronde van Catalonië · 
 Ronde van Italië · 
 Critérium du Dauphiné Libéré · 
 Ronde van Zwitserland · 
 Ploegentijdrit Eindhoven · 
 Ronde van Frankrijk · 
 Vattenfall Cyclassics · 
 Ronde van Duitsland · 
 Clásica San Sebastián · 
  ENECO Tour · 
 Ronde van Spanje · 
 GP Ouest-France-Plouay · 
 Ronde van Polen · 
 Kampioenschap van Zürich · 
 Parijs-Tours · 
 Ronde van Lombardije